# Iriartea deltoidea
Iriartea deltoidea är en enhjärtbladig växtart som beskrevs av Hipólito Ruiz López och Pav.. Iriartea deltoidea ingår i släktet Iriartea och familjen Arecaceae. Inga underarter finns listade i Catalogue of Life.

## Bildgalleri

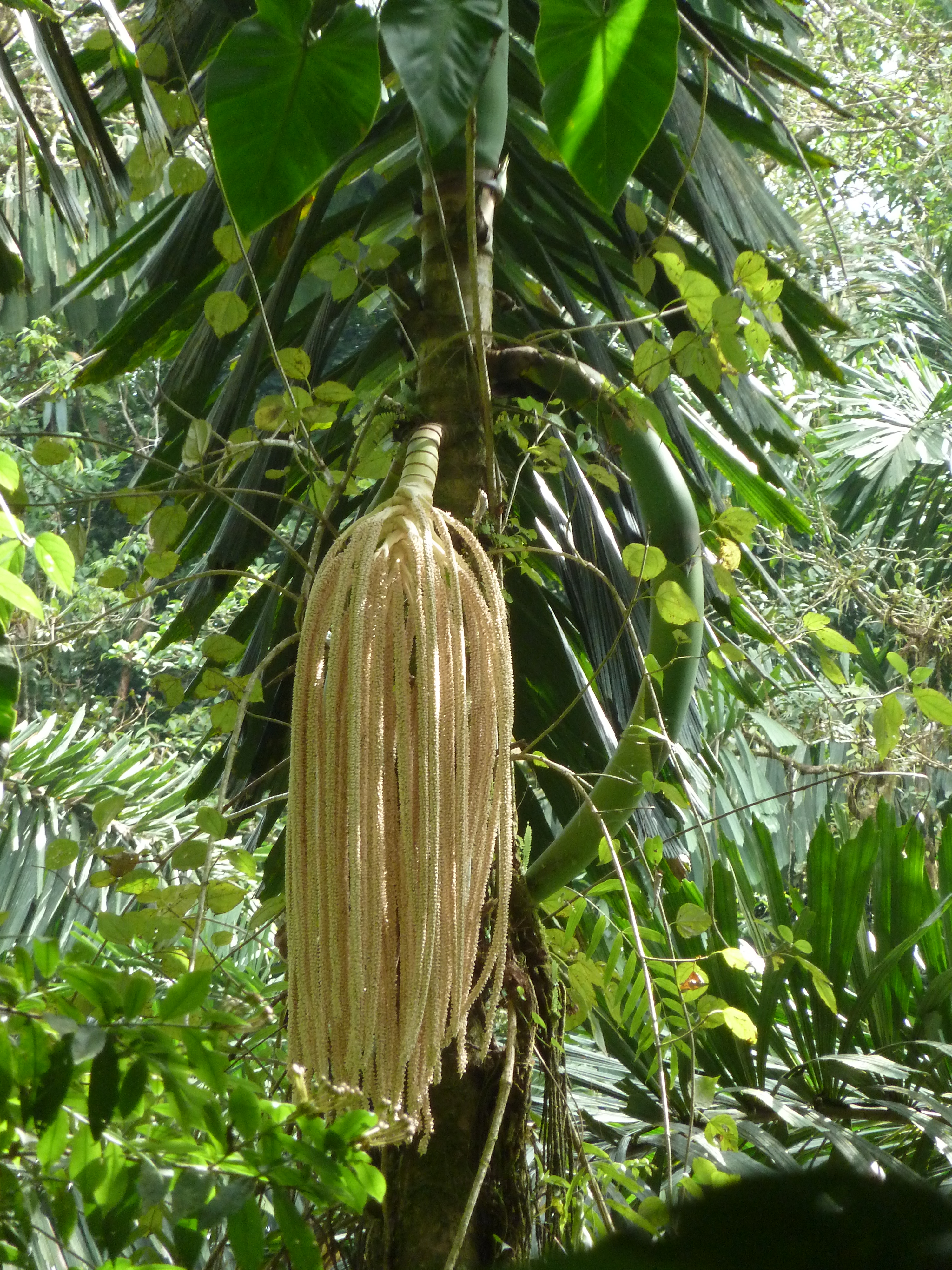
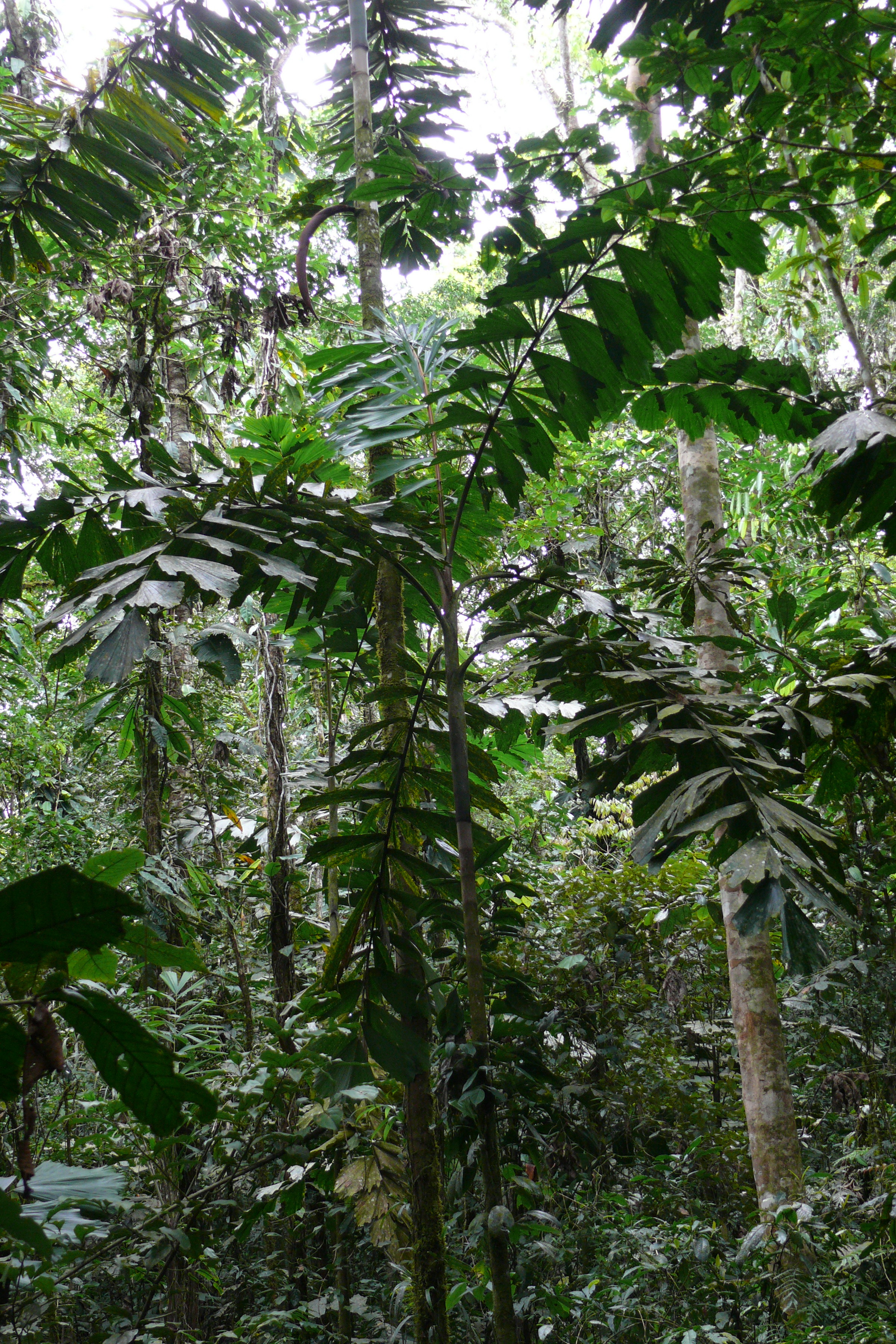
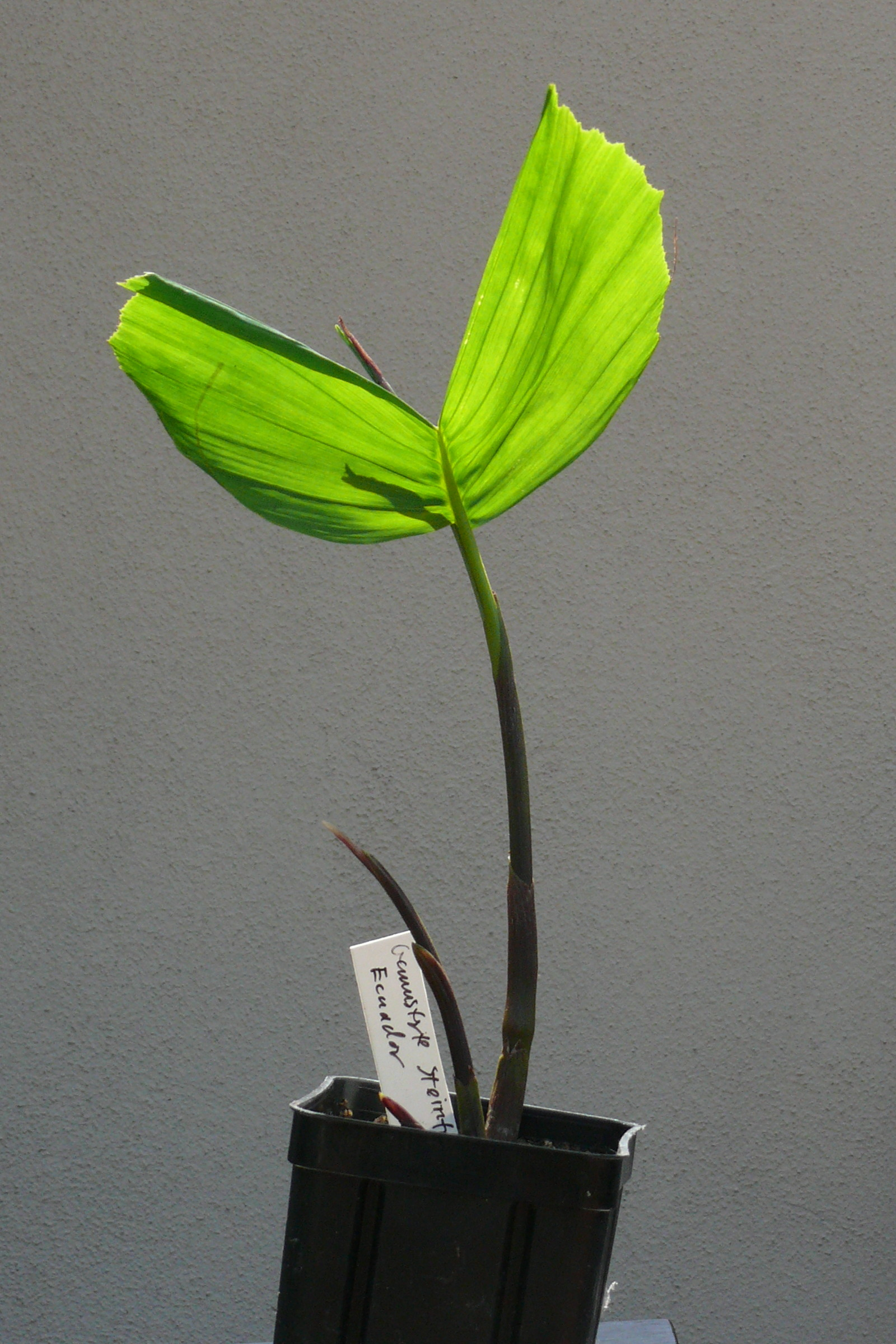
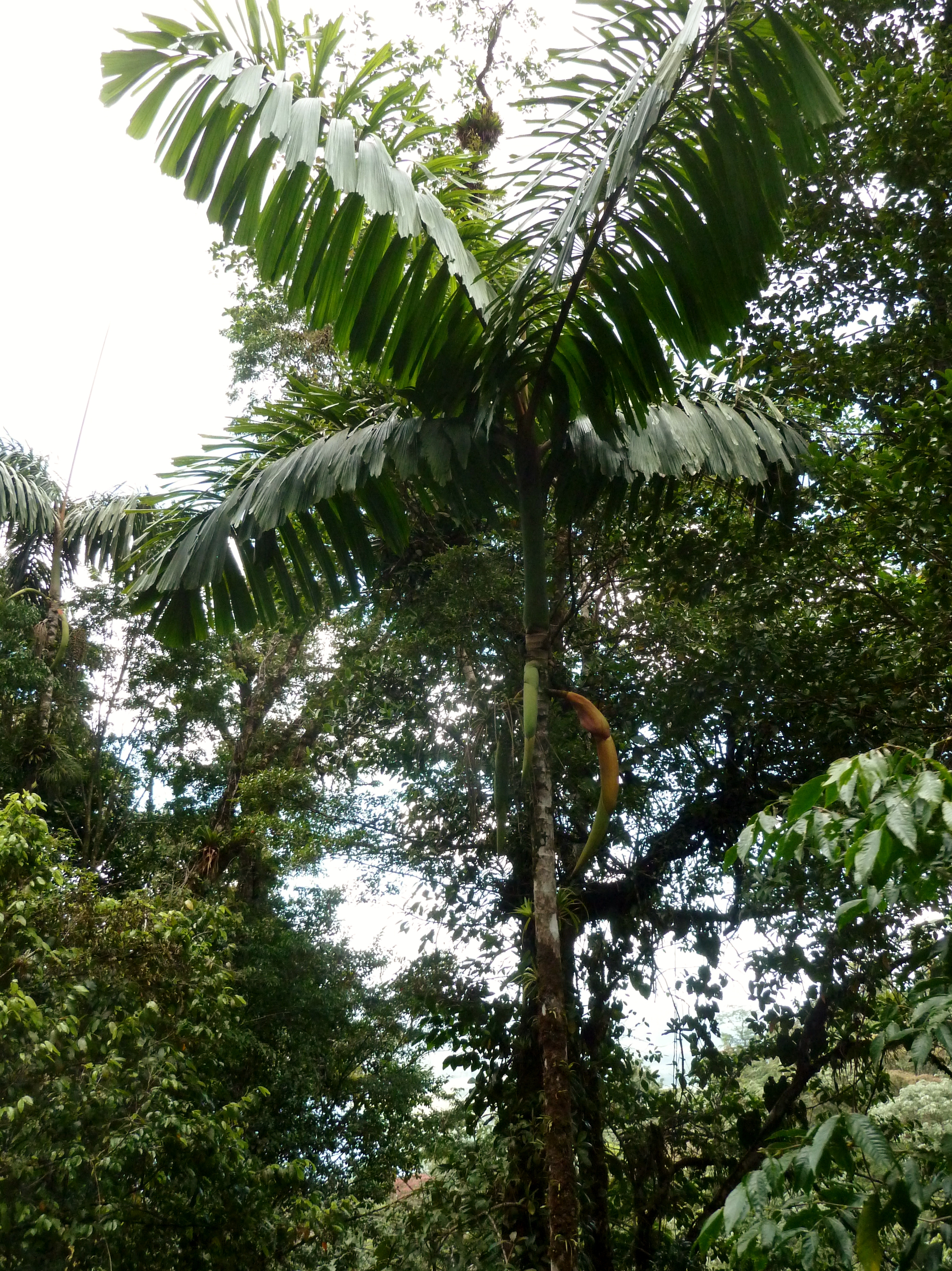